# Capela de Nossa Senhora da Penha (João Pessoa)
A capela de Nossa Senhora da Penha, é uma capela da cidade de João Pessoa na Praia da Penha. Foi construída pelo português Sílvio Siqueira em 1763. Todos os anos acontece a Romaria da Penha, uma caminhada de 14 quilômetros que anualmente sai da Igreja de Nossa Senhora de Lourdes, no Centro Histórico de João Pessoa, a Capela de Nossa Senhora da Penha na Praia da Penha. 

## História

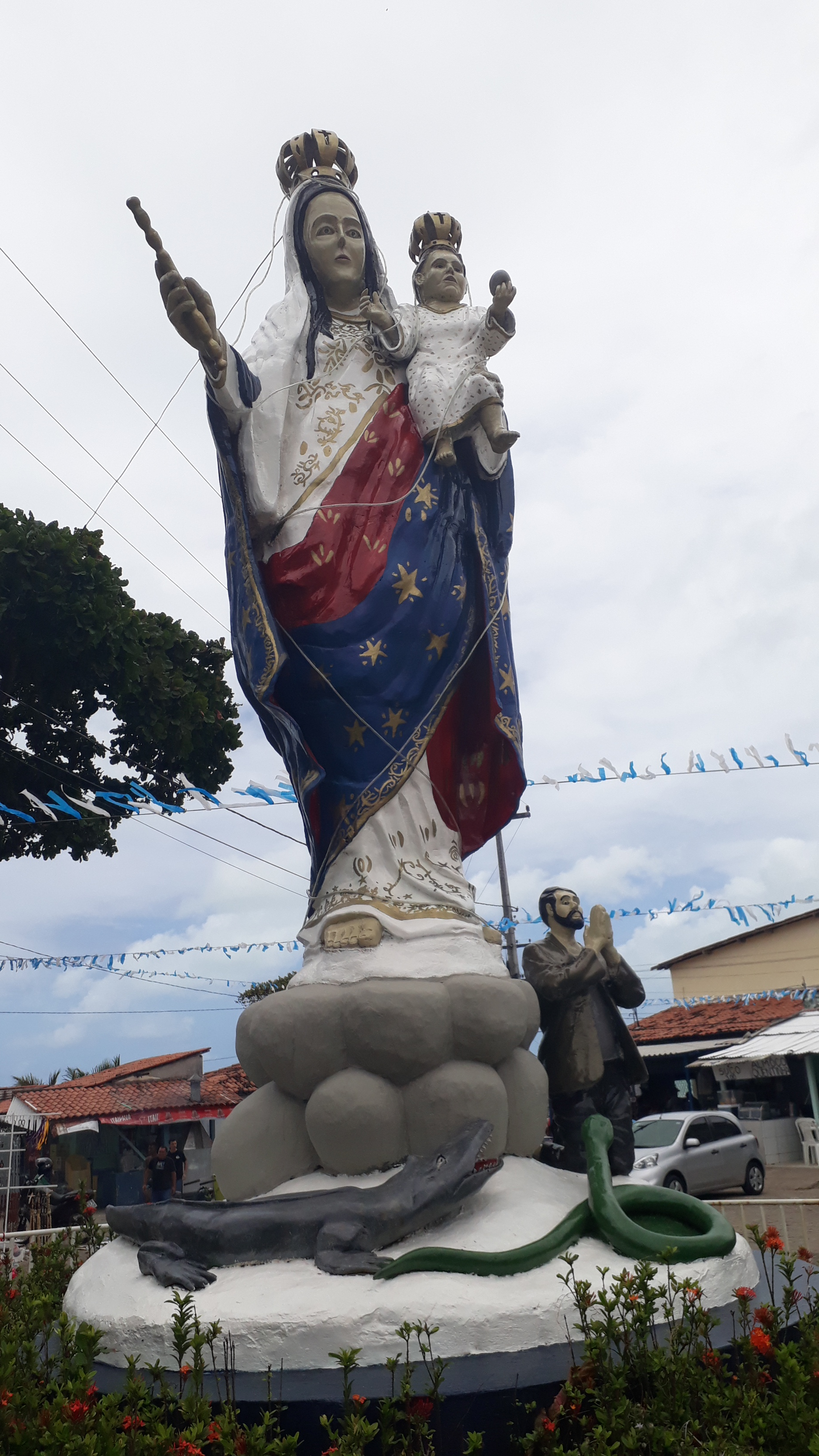
Imagem de Nossa Senhora da Penha na Praia da Penha em João Pessoa.

O português Sílvio Siqueira, em 1763, comandava uma embarcação que saíra em direção à Europa, mas no litoral paraibano ele enfrentou uma grande tormenta. Em um momento de aflição, reuniu a tripulação e pediu proteção a Nossa Senhora da Penha, prometendo erguer uma ermida em sua honra no local em que aportasse em segurança. Minutos depois, todos conseguiram desembarcar com tranqüilidade na então Praia de Aratú - hoje Praia da Penha. Como prometido, a construção foi feita. E essa foi a terceira capela construída no Brasil para Nossa Senhora da Penha. A primeira foi erguida em Vila Velha, na então Capitania do Espírito Santo, entre os anos de 1558 e 1570. A segunda foi construída em 1635, pelo capitão Baltazar Abrel Cardoso, na Freguesia de Irajá, Rio de Janeiro.
Hoje a Capela já foi ampliada e ao lado existe a igreja de Nossa Senhora da Penha. Hoje, o Santuário pertence à Paróquia Nossa Senhora de Guadalupe, no Cabo Branco, que tem como pároco o Pe. Monsenhor Nereudo Freire.

## Romaria da Penha
Esta Romaria ocorre anualmente no último domingo de novembro e tem um percurso de 14 quilômetros. Uma carreata conduz a imagem de Nossa Senhora da Penha até a Igreja de Nossa Senhora de Lourdes no Centro Histórico de João Pessoa e de lá ela é reconduzida pelos romeiros até o Santuário. O Santuário da Penha faz parte do roteiro histórico e turístico do litoral paraibano e foi tombado pelo Instituto do Patrimônio Histórico e Artístico do Estado da Paraíba (Iphaep), em 26 de agosto de 1980. Este santuário tem sido muito procurado por conta dos milagres atribuídos a Nossa Senhora. A Romaria de Nossa Senhora da Penha tem atraído uma média anual de mais de meio milhão de peregrinos.
A romaria da Penha, foi reconhecido como Patrimônio Cultural Imaterial de João Pessoa, por ser tradicional e possuir mais de 250 anos de História, acontecendo anualmente no quinto final de semana antes do Natal, que para os católicos é a data em que se encerra o ano litúrgico. A romaria da Penha no início de toda História, era conduzida pela antiga estrada que levou o mesmo nome do Santuário (Estrada da Penha), construída juntamente com o Santuário da Capela da Penha no mesmo ano. Aos passar dos anos, precisamente quase dois séculos depois (177 anos), os romeiros tinham como ponto de apoio a fazenda cabelo que ainda existe na mesma estrada que leva ao Santuário da Penha.  Essa fazenda foi criada pelo Ministério da Agricultura nos anos 1940, onde era muito frequentada pelo Padre José Coutinho (Padre Zé) nos anos de 1950 fazendo suas obras sociais pelos pobres moradores oriundos do Sistema Prisional da Paraíba. Muitas ações sociais foram feitas nessa fazenda pelo Padre Zé Coutinho juntamente com o apoio do administrador o Sr. Manoel Rodrigues Chaves que também era devoto.  Dentre muitas ações sociais realizadas, muitos Padres que serviam no sacerdócio da Arquidiocese da Paraíba, fundada em 1982 (129 anos) depois do Santuário da Penha, trabalharam em favor de muitas almas nesse projeto social juntamente com outras Paróquias. Muitos Padres e Diáconos fizeram história com muitas ações sociais de mãos dadas com o Padre Zé, justamente nesse ponto de apoio, onde muitos fiéis e devotos de toda Paraíba, do Brasil e do Mundo passou a conhecer o Santuário da Penha.  
No ano de 2019, a procissão de Nossa Senhora da Penha, junto com a Festa das Neves, se tornaram Patrimônio histórico, cultural e imaterial da Paraíba.